# 蘇弗里耶爾區
蘇弗里耶爾區是聖盧西亞的10個區之一，位於該國西南部，北鄰卡納里斯區、昂斯拉雷區和卡斯特里區，東接米庫區，南毗伯堡區、拉博里區和舒瓦瑟爾區，西臨加勒比海，面積51平方公里，2001年人口7,328，人口密度為每平方公里143.7人。

## 聚居地
- 蘇弗里耶爾